# Prócz ciebie, nic
Prócz ciebie, nic is een nummer, gezongen door Krzysztof Kiljański en Kayah, van het album In the room.

## Videoclip
De videoclip toont naast de uitvoerende artiesten een scala aan bekende Poolse actrices:
- Danuta Stenka
- Joanna Brodzik
- Małgorzata Foremniak
- Katarzyna Bujakiewicz
- Katarzyna Cynke
- Hanna Śleszyńska
- Magdalena Różczka
- Emilia Krakowska
- Anna Mucha
- Marta Lipińska
- Monika Ambroziak

en de zangeressen
- Kasia Kowalska
- Novika

## Prijzen
- 2006 - Fryderyk, in de categorie: Nummer van het jaar.
- 2005 - Supersingle, in de categorie: Hit van het jaar.